# Adidas Telstar 18

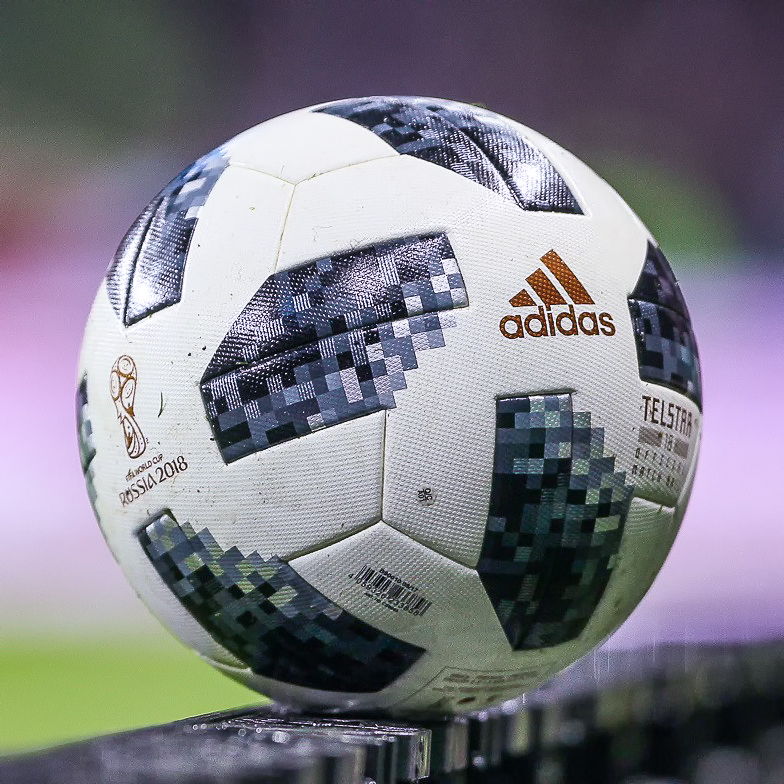
Adidas Telstar 18

Telstar 18 foi a bola de futebol oficial utilizada na Copa do Mundo FIFA de 2018, que foi realizada em 10 cidades da Rússia. A bola foi produzida pela Adidas.
A FIFA, o Comitê Organizador Local e a Adidas revelaram no dia 9 de novembro de 2017 o nome oficial da bola, que foi batizada de "Telstar 18". A bola foi uma homenagem a Adidas Telstar utilizada nas Copas de 1970 e 1974. De acordo com a FIFA, "a bola evoca memórias inesquecíveis da Copa de 1970 e de lendas como Pelé, Gerd Müller, Giacinto Facchetti, Pedro Rocha e Bobby Moore, e vai alimentar os sonhos daqueles que disputarão o prêmio mais cobiçado do futebol".
Em 9 de novembro de 2017, a Telstar 18 foi oficialmente apresentada na cidade de Moscou e utilizada pela primeira vez no dia 11 de novembro, num amistoso entre Argentina e Rússia.

## Adidas Telstar Мечта
Uma versão especial da Telstart 18, denominada Telstar Мечта, foi usada a partir das oitavas de final do campeonato. O nome da bola, Мечта, em russo significa "sonho" ou "ambição". Esta foi a primeira bola produzida exclusivamente para a fase de mata-mata da Copa do Mundo.

## Outros jogos
A bola foi usada no Mundial de Clubes de 2017 como bola oficial.